# 高雄號重巡洋艦
高雄（たかお／たかを）是大日本帝國海軍（以下略称为日本海軍）的重巡洋艦。一等巡洋艦高雄型1號艦。

## 艦名
日本的軍艦曾多次以「高雄」作為艦名，當中有於江戶時代隸屬於秋田藩的蒸汽船「高雄丸（第二回天丸）」，及後則有4艘為隸屬於日本海軍 。這4艘分別為於英國建造的運輸艦「高雄丸 (日本海軍)」、第一艘日本國產巡洋艦「高雄」、天城型巡洋戰艦「高雄」以及本條目所記述的一等巡洋艦「高雄」。各艦的命名皆取自京都府的高雄山。第4代「高雄」與姊妹艦「愛宕」的艦名均繼承自因華盛頓海軍裁軍條約而停止建造中止的天城型巡洋戰艦「高雄」、「愛宕」

## 艦歷

### 建造
「高雄」為基於昭和2年度艦艇補充計劃下建造。1927年（昭和2年）4月16日，妙高型重巡洋艦「妙高」於横須賀海軍工廠的門型船台上，在昭和天皇行幸下進行了「進水式」（下水典禮）。後於4月28日，「高雄」緊接「妙高」在相同的船台上動工。
同年6月23日，「高雄」被正式授與艦名。1930年（昭和5年）5月12日進水。進水式在香淳皇后臨席、以及12位皇族、5000位獲邀者出席下舉行，另有超過8萬名前來參觀的一般民眾 。由於事前已預料到有大量群眾，因此特別加強了往返東京及橫濱的橫須賀線列車班次，而整個儀式由收音機作現場轉播。「高雄」在進水式後便開始了約2年的艤裝工程。為了能滿足將來各使用者的需要，因此在上甲板設置了實物尺寸大小的木造艦橋模型，以方便與造船關係者討論及檢討實際艦橋的配置及構造。在完工後的實物艦橋與木造模型在外觀上有若干差異。 高雄型2號艦「愛宕」與「高雄」在同日動工（1927年4月28日），亦在同日命名，不過下水日期稍稍晚於「高雄」（1930年6月16日），但竣工卻早「高雄」2個月（1932年3月30日）。「高雄」在1932年（昭和7年）5月31日竣工就役後，與「愛宕」共同被編入橫須賀鎮守府藉，並隸屬第2艦隊第4戰隊。
於1933年8月26日，在橫濱近海進行特別大演習內的觀艦式中，第四戰隊（高雄、愛宕、鳥海、摩耶）作為昭和天皇所搭乘的戰艦「比叡」的供奉艦（先導艦「鳥海」）參列。
於1937年中日戰爭爆發後對上海登陸作戰進行支援，及後從旅順到華北方面活動。
於1938年進行近代化改裝，並於翌年1939年完成。1940年（昭和15年）10月11日，就紀元二千六百年記念行事所舉行的觀艦式，重巡洋艦「高雄」、「加古」及「古鷹」作為御召艦「比叡」的供奉艦參加。而「高雄」在觀艦式同時身兼先導艦。

### 太平洋戰爭開戰
於1941年（昭和16年）12月8日太平洋戰爭開戰時，艦長為朝倉豐次大佐，並隸屬於第二艦隊司令長官近藤信竹中將麾下直接率領的第四戰隊（愛宕《戰隊司令艦》、高雄、摩耶）。同時，在南方部隊本隊指揮官（第二艦隊司令長官 近藤中将：旗艦「愛宕」）的指揮下，被編入南方部隊本隊（第四戰隊《愛宕、高雄、摩耶》、第三戰隊第2小隊《金剛、榛名》、第4驅逐隊《嵐、野分、舞風、萩風》、第6驅逐隊第1小隊《響、曉》、第8驅逐隊《大潮、朝潮、満潮、荒潮》）。另外，高雄型3號艦「鳥海」在山本五十六聯合艦隊司令長官的指示下，從第四戰隊借調到南遣艦隊，作為南遣艦隊司令長官小澤治三郎中將所指揮的馬來部隊的旗艦行動。而第四戰隊則對菲律賓呂宋島林加延灣的登陸作戰進行支援（南方作戰）。
於1942年初，從事爪哇海的作戰行動（蘭印作戦），後於3月1日，「高雄」的水上偵察機對荷蘭商船「恩加諾」號進行轟炸。翌2日晚上，「高雄」與「愛宕」將美軍驅逐艦「皮斯伯里」號 (USS Pillsbury, DD-227) 擊沈。於3月4日，「高雄」與「愛宕」、「摩耶」及第4驅逐隊的「嵐」、「野分」2艘驅逐艦在芝拉扎附近向盟軍船團進行攻擊，期間擊沈了油槽船「弗朗科里」號、補給艦「安慶」號及1艘掃海艇，另外亦俘獲2艘原屬荷蘭的貨物船，並將為2船進行護衛的澳洲小型護航艦「雅拉」號擊沈。在返回日本後，於4月時遇上杜立德空襲，為此對美軍特遣艦隊進行捜索，但最終沒有任何成果。後於5月2日，與「摩耶」共同前往救援被美軍潜艇擊沈的「瑞穗」所屬乘組員。
於5月末開始至到6月參加阿留申群島作戰。及後亦參與了8月的加號作戰（カ号作戦），8月24日的第二次所羅門海戰、10月26日的南太平洋海戰。並於11月15日參與第三次所羅門海戰。

### 1943年後的作戰
於1943年2月，進行瓜達爾卡納爾島撤退支援。其後由豬口敏平大佐擔任艦長後，以楚克為據點在中部太平洋活動。1943年11月5日，在進入拉包爾後被美軍航空母艦的艦載機攻擊。「高雄」在進行重油補給期間被2枚炸彈擊中，當中1枚擊中了1號砲塔與2號砲塔之間的位置。不幸地1號砲塔的倉門正好打開著，而爆炸時的爆風波及到砲塔內的炸藥，結果令23人喪生。之後「高雄」返回橫須賀進行修理。修理於1944年1月19日完成。在準備航向楚克期間，於2月1日，「高雄」的任務改成為被魚雷擊中，以及惡劣天氣下導致艦首切斷不能航行的特設航空母艦「雲鷹」進行護衛。期間在驅逐艦「初霜」、「白雲」、「沖波」、「岸波」的協助下將途中遇上的美國潜艇擊退，並成功為「雲鷹」進行曳航。後於2月7日，返回橫須賀。在該作戦後，「高雄」報告擊沈了1艘美國潜艇。於2月15日，向帛琉出航。其後在帛琉、林加錨地、塔威塔威錨地從事訓練活動。
於1944年（昭和19年）6月19日參加馬里亞納海戰。作為前衛部隊並與戰艦「大和」並肩作戰。此時，由於誤認從甲部隊（小澤艦隊）出發的日本軍攻擊隊為敵軍編隊，因而右舷高射砲發生誤射。在該事故中有數機被擊落。於同月24日返回日本。後於7月20日，進入林加錨地。
於10月22日，隸屬於栗田健男中將指揮下的第一遊擊部隊，從汶萊航向雷伊泰灣出擊。10月23日，在汶萊島近海航行期間，於6時34分被美軍潜艇「鏢鱸」 號(USS Darter, SS-227) 所發射的2枚魚雷分別擊中了右舷魚雷發射管的正下方及右舷後甲板。該攻擊造成「高雄」艦上有33人戰死，另外第三、第四鍋爐室被破壞，外軸嚴重損毀並失去了螺旋槳。最終在海上無法行動。另外，由於淡水水槽亦受損傷，所以只好以鍋爐將海水蒸餾後使用，而「高雄」能夠發揮出6-11節的速度時己是21時。21時44分，「高雄」開始撤退。雖然期間仍然受到「鏢鱸」號的追擊，但在海軍的作戰飛機的援護底下得以成功撤離，而「鏢鱸」號亦因此意外座礁後自沉。10月25日17時14分，「高雄」在驅逐艦「長波」、「朝霜」、水雷艇「鵯」的護衛下安全抵達汶萊。（参考雷伊泰灣海戰）
於11月8日，在驅逐艦「清霜」的護衛下由汶萊出發前往新加坡。

### 1945年的作戰
於1945年1月11日，「高雄」以主砲及高射砲迎撃來襲的B-29，期間發射了37發主砲、481發高射砲砲彈，最後擊落了1架B-29 。為了讓「高雄」能返回日本本土而進行了修理，但出於保衛新加坡的緣故而決定將其留在新加坡港。在切斷受損的艦尾，並實施應急防水措置後，「高雄」便在新加坡下錨。這時，由於要顯示出「高雄」仍然是可隨時出撃的狀態，因此於艦尾覆蓋上椰子葉。大部分的乘組員臨時轉為陸戰隊員，並將機槍移往附近的陸上陣地。
於1945年7月31日，英國伊恩· 愛德華·弗雷澤上尉率領小型潜艇「XE3」，與同行的潜水隊員占士·約瑟夫·瑪嘉烈潛入新加坡的實里達港，將磁性水雷（吸著式計時水雷）安裝在「高雄」第三砲塔右舷下的艦底。在引爆後令艦體出現闊3米、長8米的裂縫
，導致下部電信室及主砲發令所入水，不過損害輕微。高雄工作科的乘組員進行潜水調査時，發現4個機雷當中的1個並沒有爆炸。
「高雄」在戰後轉交給英國。不過與轉交給中華民國的「雪風」與轉交給蘇聯的「響」不同，由於在規格上與英國的艦船有很大分別，而被英國海軍判斷為「沒有必要」，隨即便決定執行讓「高雄」自沉的處分。於10月27日，由英國海軍拖到馬六甲海峽，並於10月29日在艦底裝上炸藥。後在下午6時30分將炸藥點火引爆，其後再遭到巡洋艦「紐芬蘭」號 (HMS Newfoundland, C59) 的砲擊，最終在下午6時38分，由艦尾開始沈沒。

## 公試成績
| 状態   | 排水量   | 功率      | 速度    | 實驗日期                  | 試驗地       | 備註 |
| ------ | -------- | --------- | ------- | ------------------------- | ------------ | ---- |
| 新造時 | 12,175噸 | 139,500匹 | 35.5節  | 1932年（昭和7年）7月31日  | 館山沖標柱間 |      |
| 改装後 | 14,894噸 | 133,100匹 | 34.25節 | 1939年（昭和14年）7月14日 | 館山沖標柱間 |      |

改装後的續航距離為18節／5,049海里。

## 歷代艦長
※資料為基於105-107頁。

### 艤裝員長
1. 安藤隆 大佐：1930年5月15日 -

### 艦長
1. 安藤隆 大佐：1932年2月20日 -
2. 澤本頼雄（日语：沢本頼雄） 大佐：1932年11月1日 -
3. 南雲忠一 大佐：1933年11月15日 -
4. 後藤英次（日语：後藤英次） 大佐：1934年11月15日 -
5. 原顯三郎（日语：原顕三郎） 大佐：1935年11月15日 -
6. 高木武雄 大佐：1936年12月1日 -
7. 醍醐忠重（日语：醍醐忠重） 大佐：1937年12月1日 -
8. 松山光治 大佐：1938年6月3日 -
9. 小林謙五（日语：小林謙五） 大佐：1939年11月15日 -
10. 山口次平 大佐：1940年11月1日 -
11. 朝倉豐次（日语：朝倉豊次） 大佐：1941年8月15日 -
12. 豬口敏平 大佐：1943年2月23日 -
13. 林彙邇 大佐：1943年10月28日 -
14. 小野田捨次郎 大佐：1944年8月29日 -
15. 石坂竹雄 大佐：1945年3月21日 -

## 流行文化
哥吉拉-1.0

## 同型艦
- 愛宕號重巡洋艦 - 鳥海號重巡洋艦 - 摩耶號重巡洋艦

## 註腳
1. ↑  #重巡 高雄・愛宕・鳥海・摩耶38頁
2. ↑  昭和6年4月10日付 海軍内令 第67号改正、海軍定員令「第40表 一等巡洋艦定員表 其1」。該數目不包括特修兵。
3. 1 2 3  #達昭和2年6月p.41『達第八十六號　補助艦艇製造費ヲ以テ昭和二年度ニ於テ建造ニ着手ノ一等巡洋艦二隻ニ左ノ通命名セラル｜昭和二年六月二十三日　海軍大臣岡田啓介｜横須賀海軍工廠ニ於テ建造　一萬頓級巡洋艦　高雄タカヲ|呉海軍工廠ニ於テ建造　一萬頓級巡洋艦　愛宕アタゴ』
4. ↑  #幕末以降帝国軍艦写真と史実p.125『高雄(たかを)【二代】　艦種　一等巡洋艦|艦名考　初代「高雄」の項参照(p.44)』
5. ↑  #高松宮日記2巻[錨點失效]318-319頁『五.艦種　一等巡洋艦なり。現時我海軍には此同型艦は那智、妙高、羽黒、足柄、高雄、愛宕、摩耶、鳥海の八艦あり。倫敦會議に於て問題の中心となりし二十糎砲搭載一萬噸巡洋艦とは斯種軍艦を謂ふ。』
6. ↑  #艦艇類別等級(昭和12年12月1日現在)p.1『艦艇類別等級表|軍艦|巡洋艦|一等|高雄型|高雄、愛宕、鳥海、摩耶』
7. 1 2  #聯合艦隊軍艦銘銘伝92頁
8. ↑  #幕末以降帝国軍艦写真と史実p.36『高雄(たかを)【初代】　艦種 巡洋艦　二檣(戦闘檣あり)|艦名考 名所の名(山城國葛野郡高尾)に採る、高尾は清瀧川の中流西岸に在り、古書高雄も作る。艦名には此の高雄の字を選ばれたるなり、此地秋日黄葉の幽賞を以て世に聞ゆ、詞人は高尾・槙尾・梅尾の勝地を以て之を三尾と稱し、又三雄とも謂ふ。(略)備考　尚ほ此の外に幕末に「高雄」なる運送船あり、同船は船材鐡、排水量1,191頓、明治2年英國に於て建造、原名「シナンジング」、同年7年10月18日購入、高雄丸と名けられ、同13年3月25日除籍』
9. ↑  #達大正13年4月p.9『達第四十號　軍事補充費ヲ以テ建造スヘキ左記軍艦ノ建造ヲ取止メラル｜大正十三年四月十四日　海軍大臣村上格一｜記　戰艦　土佐、紀伊、尾張|巡洋戰艦　天城、高雄、愛宕』-『達第四十一號　艦艇類別等級表中戰艦ノ欄ヨリ「土佐」、「紀伊」、「尾張」ヲ、巡洋戰艦ノ欄ヨリ「天城」、「高雄」、「愛宕」ヲ削除ス｜大正十三年四月十四日　海軍大臣村上格一』
10. 1 2 3  #終戦と帝国艦艇74頁
11. 1 2 3  #艦船要目公表範囲(昭和12年12月1日現在)p.3『高雄|一等巡洋艦|(艦諸元略)|横須賀工廠|昭和2-4-28|5-5-12|7-5-31|(装備略)』
12. 1 2  #重巡 高雄・愛宕・鳥海・摩耶5頁
13. 1 2  #重巡 高雄・愛宕・鳥海・摩耶6頁
14. ↑  #艦船要目公表範囲(昭和12年12月1日現在)p.3『愛宕|一等巡洋艦|(艦諸元略)|呉工廠|2-4-28|5-6-16|7-3-30|(装備略)』
15. ↑  #幕末以降帝国軍艦写真と史実p.242『昭和八年特別大演習観艦式式場圖』
16. ↑  #戦史叢書26海軍進攻作戦付表第一『南方作戦関係主要職員表　昭和十六年十二月八日』
17. ↑  #高雄始末記11頁
18. ↑  山本佳男『巡洋艦高雄とともに』105-106頁
19. ↑  「昭和18年12月1日～昭和19年11月30日　軍艦高雄戦時日誌(2)」第12画像
20. ↑  「昭和18年12月1日～昭和19年11月30日　軍艦高雄戦時日誌(1)」第46画像
21. ↑  山本佳男『巡洋艦高雄とともに』135頁
22. 1 2 3  「昭和18年12月1日～昭和19年11月30日　軍艦高雄戦時日誌(6)」第4画像
23. ↑  #高雄始末記21頁
24. ↑  #高雄始末記28頁
25. ↑  山本佳男『巡洋艦高雄とともに』171頁。著者即為作業責任者。另外再進行了迷彩塗裝。
26. ↑  #高雄始末記30頁
27. 1 2 3  #高雄始末記42頁
28. ↑  #高雄始末記138-139頁
29. ↑  . www.threads.net.   [2025-01-26].
30. ↑  夜青影Movie. . www.bilibili.com.   [2025-01-26] （中文（简体））.

## 照片

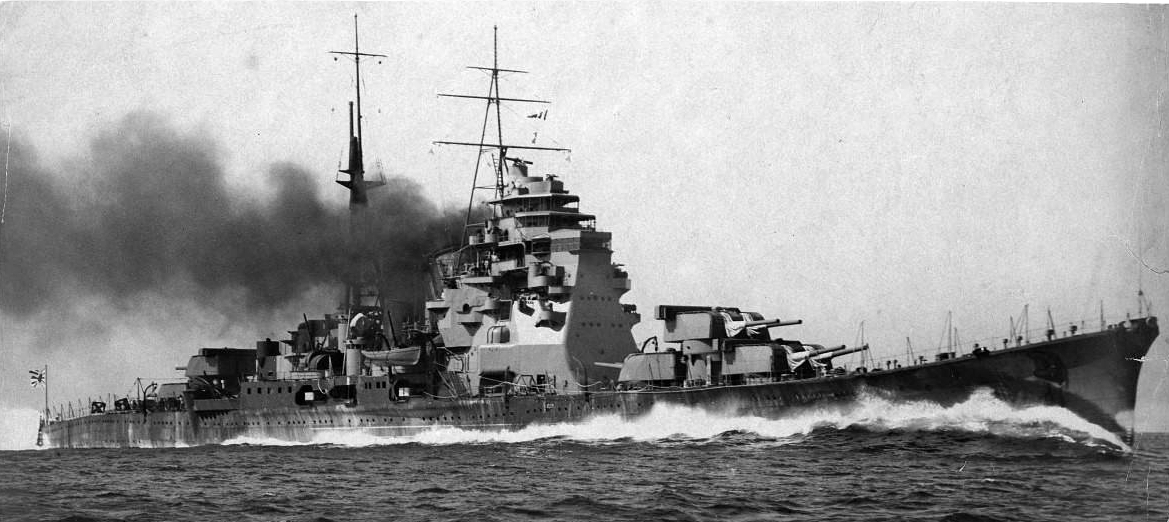
1932年（昭和7年）7月1日，在館山沖標柱間進行全速測試的「高雄」。竣工時的艦影。
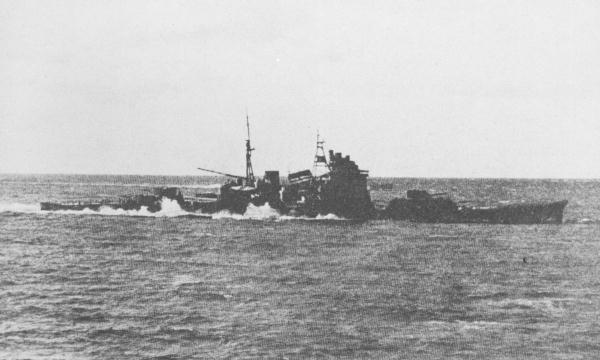
1937年（昭和12年）左右的「高雄」。於竣工後接受了縮短前桅杆等小改造。
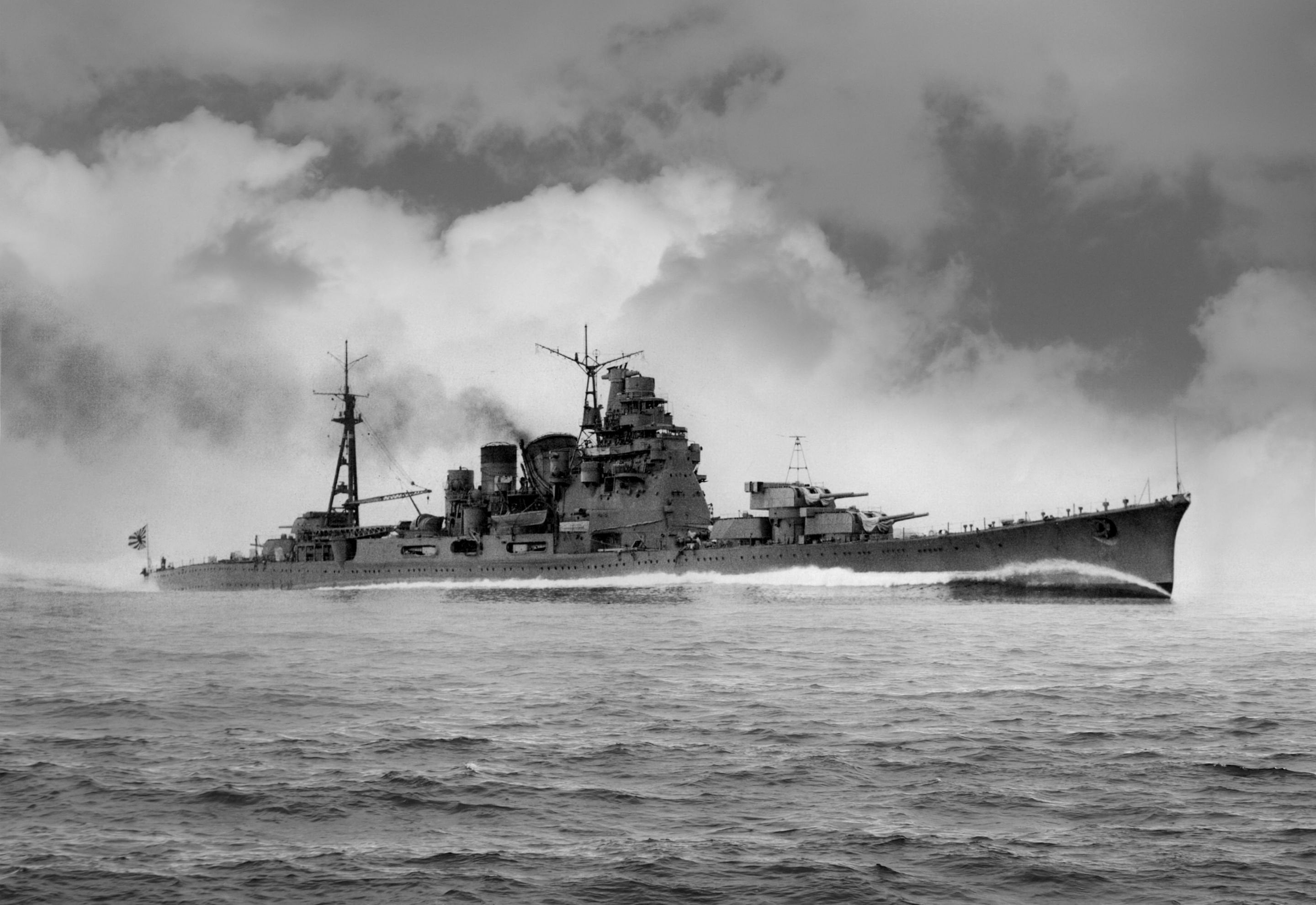
於近代化改装後，進行測試中的「高雄」。於1939年（昭和14年）7月14日拍攝。在近代化改装後艦橋上的構造物被縮小，而後桅杆的位置亦有所更改。
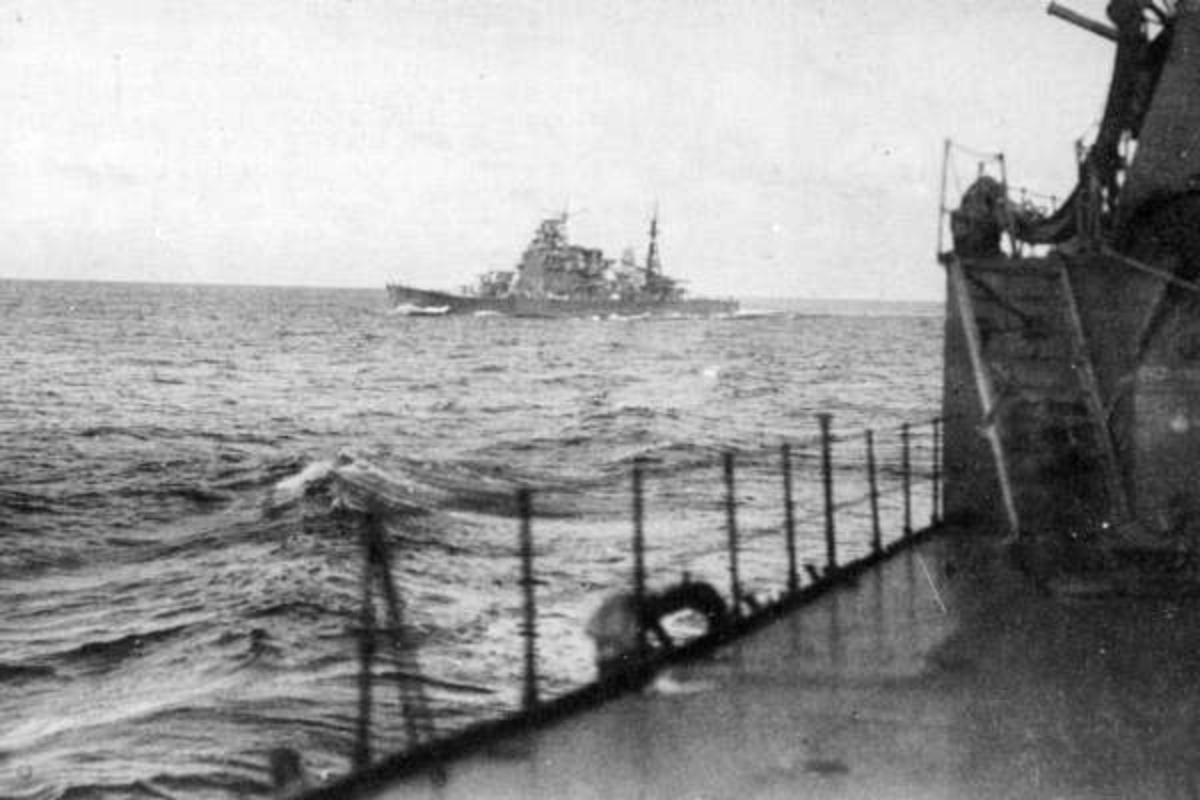
1942年（昭和17年）11月14日，為了對瓜達爾卡納爾島進行砲撃而在所羅門海航行中的「高雄」。後方是「霧島」，該照片是從僚艦「愛宕」上拍攝。當晚爆發了第三次所羅海戰（第二夜戰）。

## 關聯項目
- 大日本帝國海軍艦艇一覽